# Sabine Reithmeier
Sabine Reithmeier (* 24. September 1979; gebürtig: Sabine Flatscher) ist eine ehemalige deutsche Biathletin.

## Leben
Sabine Flatscher war als Juniorin sehr erfolgreich, beendete ihre Karriere aber frühzeitig und arbeitet heute als Sozialpädagogin für das Caritas-Kinderdorf Irschenberg. Sie ist mit Martina Glagow befreundet.
Sie konnte 1999 zwei Titel bei den Juniorenweltmeisterschaften in Pokljuka gewinnen. In der Europacup-Gesamtwertung 2000/2001 wurde Sabine Flatscher mit 603 Punkten Zweite hinter Sabrina Buchholz, die 9 Punkte mehr hatte. Außerdem gewann sie bei den Europameisterschaften des gleichen Jahres die Bronzemedaille in der Verfolgung und zusammen mit Katja Beer, Simone Denkinger und Ina Menzel den Staffeltitel.

## Erfolge
- zweifache Juniorenweltmeisterin
- Europameisterschaftsdritte in der Verfolgung 2001
- Europameisterin mit der Staffel 2001
- Zweite der Europacup-Gesamtwertung 2000/2001